# Steveniella satyrioides
Steveniella satyrioides là một loài thực vật có hoa trong họ Lan. Loài này được (Spreng.) Schltr. miêu tả khoa học đầu tiên năm 1918.

## Hình ảnh

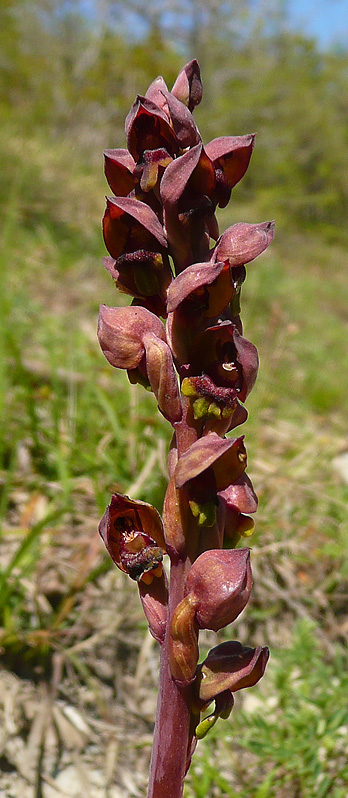
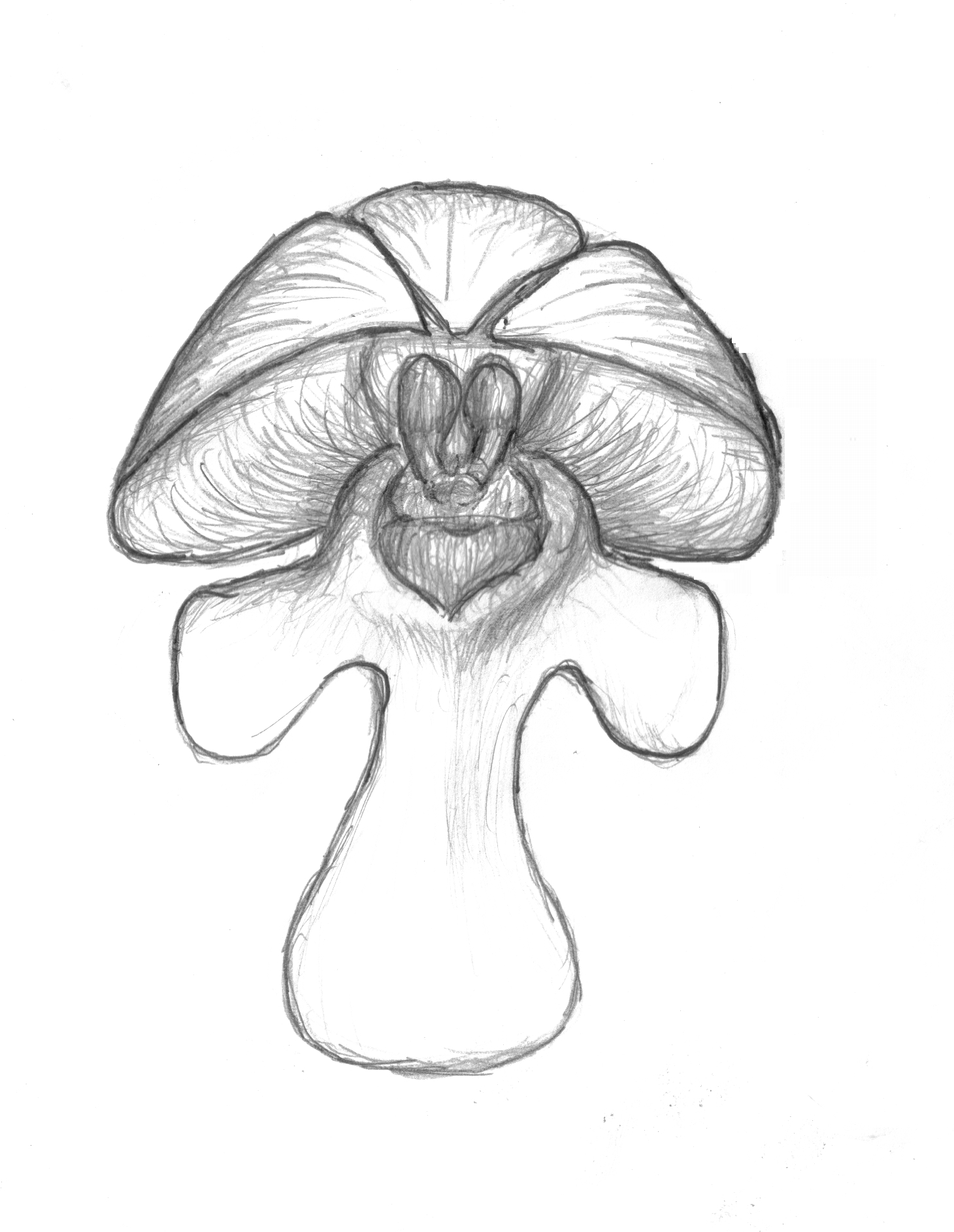